# Bors (canton de Charente-Sud)
Pour les articles homonymes, voir Bors.
Bors-de-Baignes redirige ici.
Cet article concerne Bors près de Baignes. Pour l'autre commune du même nom dans le département, voir Bors (canton de Tude-et-Lavalette).
Bors (aussi appelée informellement Bors-de-Baignes) est une commune du Sud-Ouest de la France située dans le département de la Charente, en région Nouvelle-Aquitaine.

## Géographie

### Localisation et accès
Bors est située au sud-ouest de la Charente, en limite avec la Charente-Maritime, à 3 km au nord-est de Chevanceaux et à 6 km au sud-est de Baignes, chef-lieu de son canton.
La commune est limitée à l'ouest par la N 10 et elle est située à 50 km d'Angoulême et 70 km de Bordeaux.
Elle est aussi traversée par les D 132 et D 133 qui se coupent au centre de la commune.

### Hameaux et lieux-dits

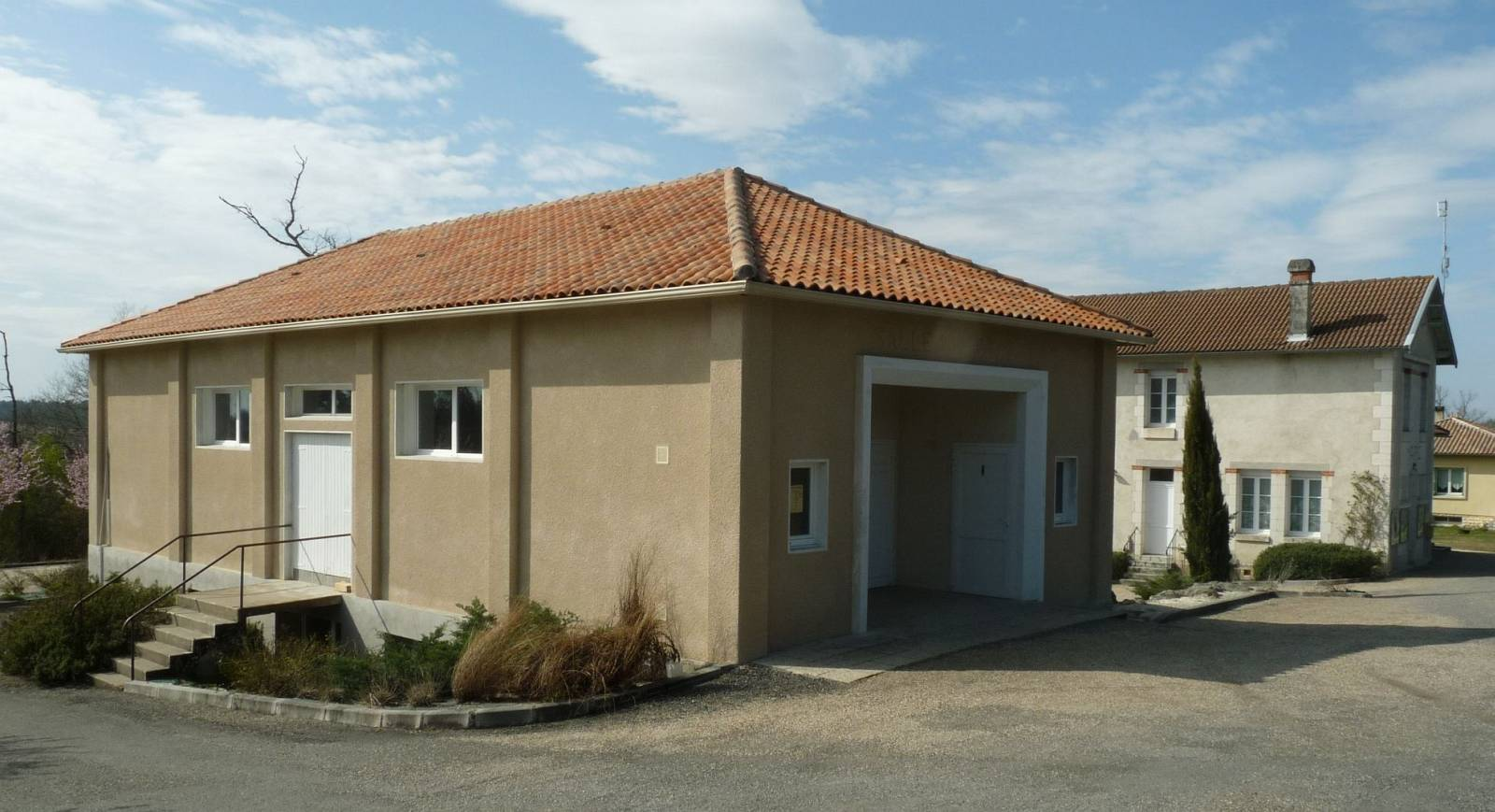
La salle des fêtes.

Bizarrement, la commune de Bors ne possède aucun véritable bourg. L'église est sur la D 133, au lieu-dit les Arnauds. La mairie est sur la D 132 à 500 m en direction de Baignes, près de Moulidars, ainsi que la salle des fêtes.

### Communes limitrophes
| Baignes    | Touvérac                        |             |
| Chantillac | Bors                            | Boisbreteau |
|            | Chevanceaux (Charente-Maritime) |             |

### Géologie et relief
La totalité de la commune est occupée par un terrain composé de sable kaolinique, d'argiles et de galets, dépôt datant du Tertiaire,,.
Le relief de la commune est assez vallonné. Le point culminant est à une altitude de 144 m, situé sur la limite nord-est de la commune. Le point le plus bas est à 68 m, situé en limite sud au pont de Bonneau sur le Lary. Le bourg, situé sur le versant oriental de la vallée du Lary, est à 115 m d'altitude.

### Hydrographie

#### Réseau hydrographique
La commune est située dans le bassin de la Dordogne au sein  du Bassin Adour-Garonne. Elle est drainée par le Lary, le ruisseau de Révallée, le ruisseau des Etangs de Chaux et par divers petits cours d'eau, qui constituent un réseau hydrographique de 16 km de longueur totale,.
La commune est traversée du nord au sud par le Lary. D'une longueur totale de 53,7 km, ce cours d'eau prend sa source dans la commune de Condéon et se jette  dans l'Isle en Gironde à Sablons, après avoir traversé 19 communes. La ligne de partage des eaux avec le bassin de la Charente est la limite occidentale de la commune, qui est aussi la route nationale 10.
Au sud-est de la commune coule le Revallée, ruisseau rejoignant le Lary en Charente-Maritime.
En raison de la nature argileuse du sol, on trouve aussi de nombreux étangs (étang de la Pradelle, étang de Châteauvert, etc.) et sources (Font Maçonnée...).

#### Gestion des cours d'eau
Le territoire communal est couvert par le schéma d'aménagement et de gestion des eaux (SAGE) « Isle - Dronne ». Ce document de planification, dont le territoire regroupe les bassins versants de l'Isle et de la Dronne, d'une superficie de 7 500 km2, a été approuvé le 2 août 2021. La structure porteuse de l'élaboration et de la mise en œuvre est l'établissement public territorial de bassin de la Dordogne (EPIDOR). Il définit sur son territoire les objectifs généraux d’utilisation, de mise en valeur et de protection quantitative et qualitative des ressources en eau superficielle et souterraine, en respect des objectifs de qualité définis dans le troisième SDAGE  du Bassin Adour-Garonne qui couvre la période 2022-2027, approuvé le 10 mars 2022.

### Climat
Comme dans les trois quarts sud et ouest du département, le climat est océanique aquitain.

### Végétation
Ces sols peu fertiles sont souvent boisés en pins maritimes, châtaigniers, chênes (rouvres, pédonculés, tauzins), et bruyère et constituent la Double saintongeaise, appelée forêt de Chaux ou Petit Angoumois dans la partie charentaise, qui couvre une grande partie des cantons de Brossac et Baignes.

## Urbanisme

### Typologie
Au 1er janvier 2024, Bors (Canton de Charente-Sud) est catégorisée commune rurale à habitat très dispersé, selon la nouvelle grille communale de densité à 7 niveaux définie par l'Insee en 2022.
Elle est située hors unité urbaine. Par ailleurs la commune fait partie de l'aire d'attraction de Barbezieux-Saint-Hilaire, dont elle est une commune de la couronne,. Cette aire, qui regroupe 25 communes, est catégorisée dans les aires de moins de 50 000 habitants,.

### Occupation des sols

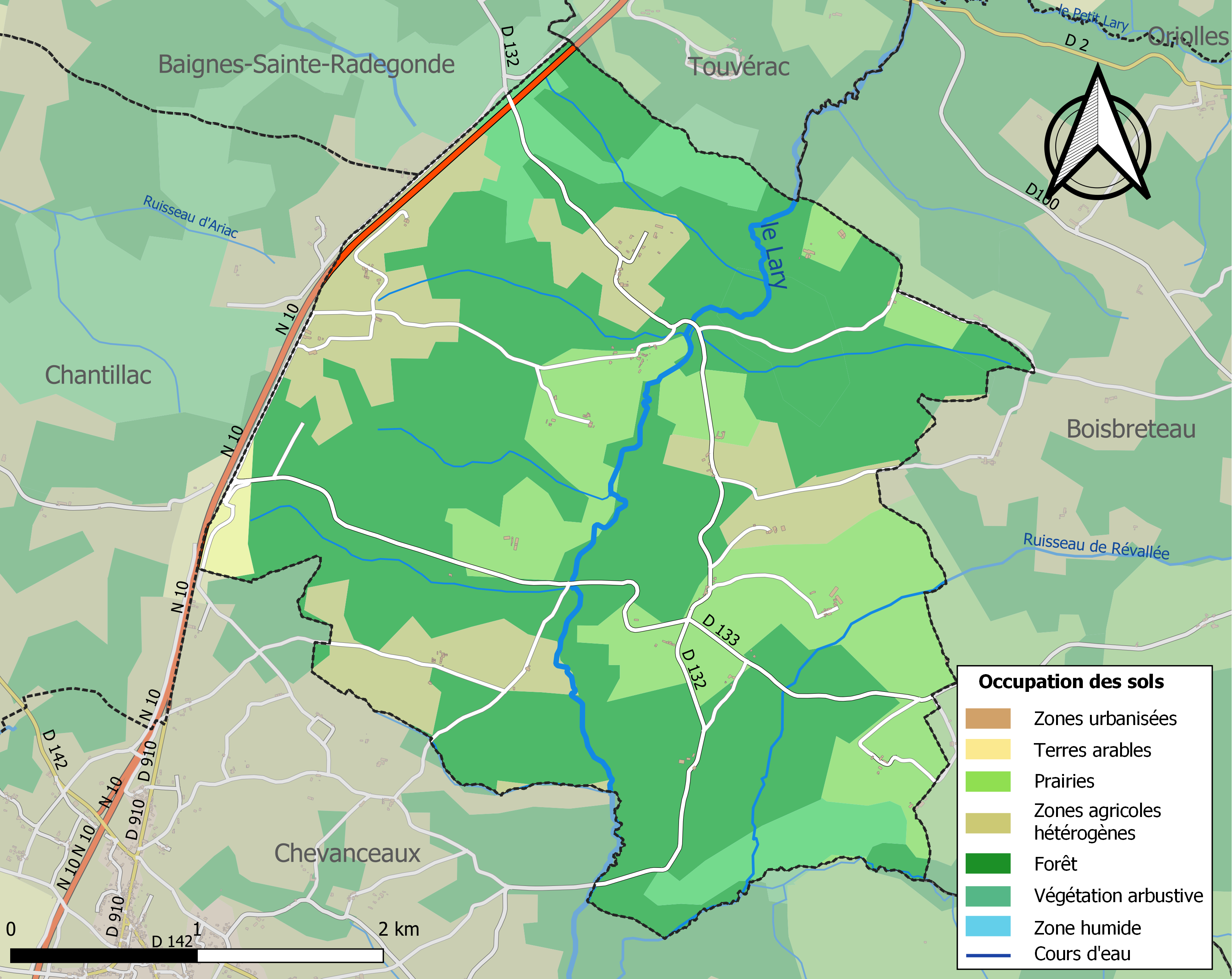
Carte des infrastructures et de l'occupation des sols de la commune en 2018 (CLC).

L'occupation des sols de la commune, telle qu'elle ressort de la base de données européenne d’occupation biophysique des sols Corine Land Cover (CLC), est marquée par l'importance des forêts et milieux semi-naturels (63,7 % en 2018), en augmentation par rapport à 1990 (58,3 %). La répartition détaillée en 2018 est la suivante : 
forêts (57,1 %), prairies (19,4 %), zones agricoles hétérogènes (15,9 %), milieux à végétation arbustive et/ou herbacée (6,6 %), cultures permanentes (1 %).
L'IGN met par ailleurs à disposition un outil en ligne permettant de comparer l’évolution dans le temps de l’occupation des sols de la commune (ou de territoires à des échelles différentes). Plusieurs époques sont accessibles sous forme de cartes ou photos aériennes : la carte de Cassini (XVIIIe siècle), la carte d'état-major (1820-1866) et la période actuelle (1950 à aujourd'hui).

### Risques majeurs
Le territoire de la commune de Bors (canton de Charente-Sud) est vulnérable à différents aléas naturels : météorologiques (tempête, orage, neige, grand froid, canicule ou sécheresse), feux de forêts et séisme (sismicité faible). Il est également exposé à un risque technologique, le transport de matières dangereuses. Un site publié par le BRGM permet d'évaluer simplement et rapidement les risques d'un bien localisé soit par son adresse soit par le numéro de sa parcelle.

#### Risques naturels
Bors (canton de Charente-Sud) est exposée au risque de feu de forêt. Un plan départemental de protection des forêts contre les incendies (PDPFCI) a été élaboré pour la période 2017-2026, faisant suite à un plan 2007-2016. Les mesures individuelles de prévention contre les incendies sont précisées par divers arrêtés préfectoraux et s’appliquent dans les zones exposées aux incendies de forêt et à moins de 200 mètres de celles-ci. L’arrêté du 3 mai 2016 règlemente l'emploi du feu en interdisant notamment d’apporter du feu, de fumer et de jeter des mégots de cigarette dans les espaces sensibles et sur les voies qui les traversent sous peine de sanctions. L'arrêté du 27 décembre 2019 rend le débroussaillement obligatoire, incombant au propriétaire ou ayant droit,,,.

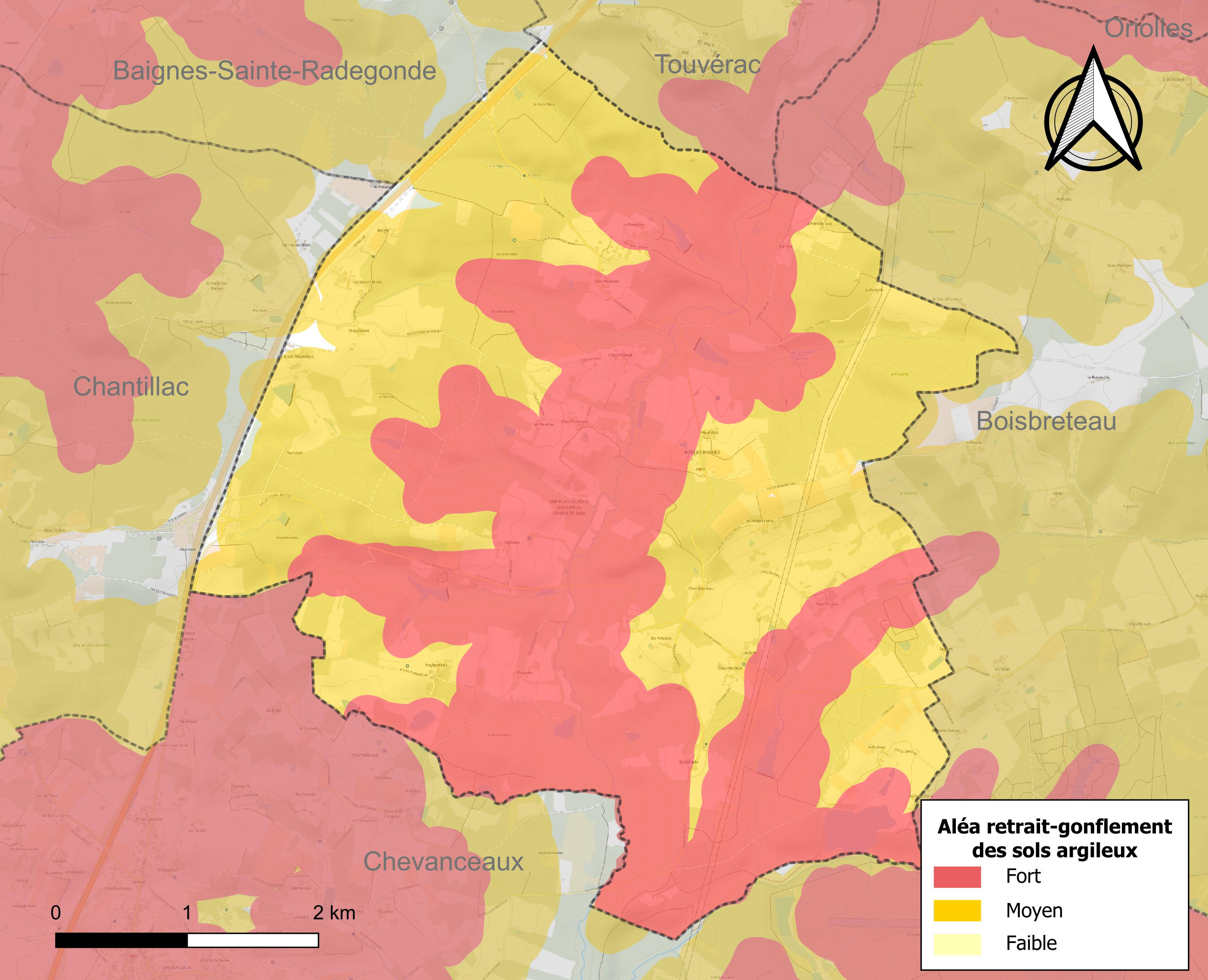
Carte des zones d'aléa retrait-gonflement des sols argileux de Bors (canton de Charente-Sud).

Le retrait-gonflement des sols argileux est susceptible d'engendrer des dommages importants aux bâtiments en cas d’alternance de périodes de sécheresse et de pluie. 99,2 % de la superficie communale est en aléa moyen ou fort (67,4 % au niveau départemental et 48,5 % au niveau national). Sur les 72 bâtiments dénombrés sur la commune en 2019,  72 sont en aléa moyen ou fort, soit 100 %, à comparer aux 81 % au niveau départemental et 54 % au niveau national. Une cartographie de l'exposition du territoire national au retrait gonflement des sols argileux est disponible sur le site du BRGM,.
Par ailleurs, afin de mieux appréhender le risque d’affaissement de terrain, l'inventaire national des cavités souterraines permet de localiser celles situées sur la commune.
La commune a été reconnue en état de catastrophe naturelle au titre des dommages causés par les inondations et coulées de boue survenues en 1982 et 1999. Concernant les mouvements de terrains, la commune a été reconnue en état de catastrophe naturelle au titre des dommages causés par des mouvements de terrain en 1999.

#### Risques technologiques
Le risque de transport de matières dangereuses sur la commune est lié à sa traversée par une ou des infrastructures routières ou ferroviaires importantes ou la présence d'une canalisation de transport d'hydrocarbures. Un accident se produisant sur de telles infrastructures est susceptible d’avoir des effets graves sur les biens, les personnes ou l'environnement, selon la nature du matériau transporté. Des dispositions d’urbanisme peuvent être préconisées en conséquence.

## Toponymie
Les formes anciennes sont Bornio, Borniis, Borgiis vers le XVIe siècle, et plus anciennement, Jarfolouse en 1230, Iarfolosio en 1121, Jarfolosio et Gerfolosio en 1232.
D'après Dauzat, l'origine du nom de Bors (aussi bien pour Bors-de-Montmoreau) remonterait au pré-latin borna (bornae au pluriel), qui signifierait « les sources ».
Jar-folosio signifie « bois touffu » en ancien occitan ou gallo-roman (jar- ou jard- souvent employé comme préfixe en Haute-Saintonge).
La forêt de Born, voisine de celle de Chantillac, s'étendait sur le territoire de la paroisse où était Jarfolosio.

## Histoire
L'église Sainte-Marie-Madeleine de Jarfolouse a été construite vers 1126 au milieu des bois et dépendait de l'abbaye de Baignes et de l'archevêché de Bordeaux. La plus grande partie de la paroisse était domaine féodal de l'abbaye de Baignes; elle en était la première des sept prévôtés. Dès la fin du XVIe siècle, l'église n'a plus eu de curés et elle est devenue une annexe des paroisses voisines, comme Chantillac au XXe siècle.
Au début du XXe siècle, les bois de pins fournissaient de la résine traitée dans une usine appartenant à M. de Belleville. Le bois de chêne tauzin (ou touzin) était transformé sur place en charbon.
Au nord de l'église, l'ancien logis de Moulidars a été construit en 1686 par la famille de Plas, mais a été possédé dès le début du XVIIe siècle par Isaac Méhée, seigneur d'Ardenne dans la paroisse de Moulidars. Il revint ensuite à la famille de Plas, avant d'appartenir au XIXe siècle aux frères Léonard et Pierre Coulon, anciens gentilshommes du Périgord qui ont installé une verrerie.

## Administration

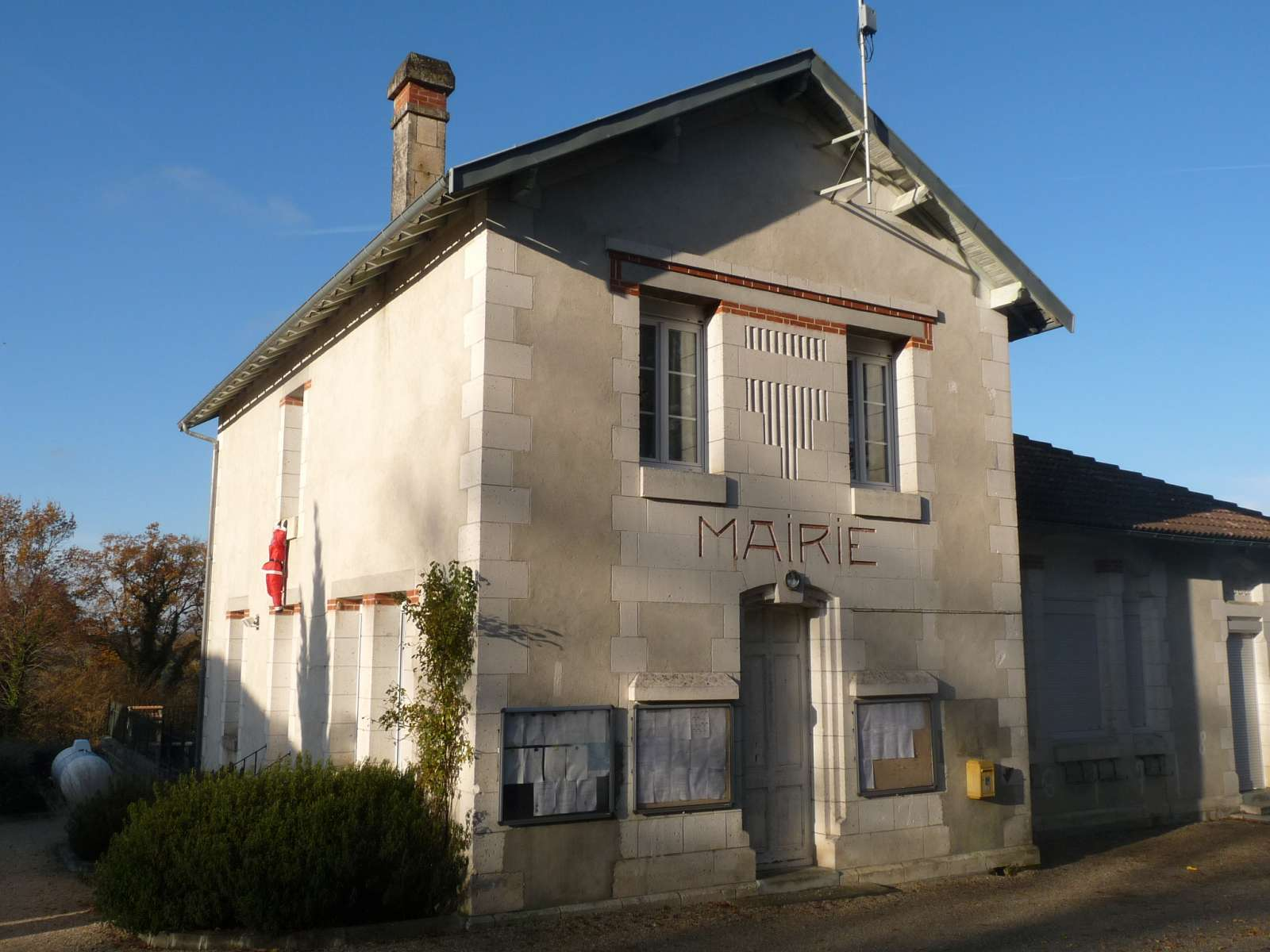
Mairie de Bors.

| Période                                  | Période   | Identité      | Étiquette | Qualité                   |
| ---------------------------------------- | --------- | ------------- | --------- | ------------------------- |
| mars 1977                                | mars 2008 | Marc Girard   | PCF       |                           |
| mars 2008                                | en cours  | Patrick Jolly | DVG       | Technicien de maintenance |
| Les données manquantes sont à compléter. |           |               |           |                           |

## Démographie

### Évolution démographique
L'évolution du nombre d'habitants est connue à travers les recensements de la population effectués dans la commune depuis 1793. Pour les communes de moins de 10 000 habitants, une enquête de recensement portant sur toute la population est réalisée tous les cinq ans, les populations de référence des années intermédiaires étant quant à elles estimées par interpolation ou extrapolation. Pour la commune, le premier recensement exhaustif entrant dans le cadre du nouveau dispositif a été réalisé en 2004.

En 2022, la commune comptait 118 habitants, en évolution de +3,51 % par rapport à 2016 (Charente : −0,48 %, France hors Mayotte : +2,11 %).
| 1793 | 1800 | 1806 | 1821 | 1831 | 1841 | 1846 | 1851 | 1856 |
| ---- | ---- | ---- | ---- | ---- | ---- | ---- | ---- | ---- |
| 264  | 216  | 180  | 244  | 263  | 264  | 264  | 260  | 235  |

| 1861 | 1866 | 1872 | 1876 | 1881 | 1886 | 1891 | 1896 | 1901 |
| ---- | ---- | ---- | ---- | ---- | ---- | ---- | ---- | ---- |
| 241  | 234  | 214  | 211  | 230  | 231  | 206  | 213  | 193  |

| 1906 | 1911 | 1921 | 1926 | 1931 | 1936 | 1946 | 1954 | 1962 |
| ---- | ---- | ---- | ---- | ---- | ---- | ---- | ---- | ---- |
| 213  | 196  | 180  | 155  | 189  | 183  | 195  | 169  | 179  |

| 1968 | 1975 | 1982 | 1990 | 1999 | 2006 | 2009 | 2014 | 2019 |
| ---- | ---- | ---- | ---- | ---- | ---- | ---- | ---- | ---- |
| 177  | 161  | 149  | 167  | 148  | 125  | 134  | 119  | 119  |

| 2022 | - | - | - | - | - | - | - | - |
| ---- | - | - | - | - | - | - | - | - |
| 118  | - | - | - | - | - | - | - | - |

### Pyramide des âges
La population de la commune est relativement âgée.
En 2018, le taux de personnes d'un âge inférieur à 30 ans s'élève à 29,4 %, soit en dessous de la moyenne départementale (30,2 %). À l'inverse, le taux de personnes d'âge supérieur à 60 ans est de 34,5 % la même année, alors qu'il est de 32,3 % au niveau départemental.
En 2018, la commune comptait 62 hommes pour 55 femmes, soit un taux de 52,99 % d'hommes, largement supérieur au taux départemental (48,41 %).
Les pyramides des âges de la commune et du département s'établissent comme suit.
| Hommes | Classe d’âge | Femmes |
| ------ | ------------ | ------ |
| 0,0    | 90 ou +      | 5,4    |
| 9,5    | 75-89 ans    | 8,9    |
| 27,0   | 60-74 ans    | 17,9   |
| 23,8   | 45-59 ans    | 26,8   |
| 12,7   | 30-44 ans    | 8,9    |
| 12,7   | 15-29 ans    | 19,6   |
| 14,3   | 0-14 ans     | 12,5   |

| Hommes | Classe d’âge | Femmes |
| ------ | ------------ | ------ |
| 1      | 90 ou +      | 2,7    |
| 9,2    | 75-89 ans    | 12     |
| 20,6   | 60-74 ans    | 21,3   |
| 20,7   | 45-59 ans    | 20,3   |
| 16,8   | 30-44 ans    | 16     |
| 15,6   | 15-29 ans    | 13,4   |
| 16,1   | 0-14 ans     | 14,3   |

## Économie

### Agriculture
La viticulture occupe une petite partie de l'activité agricole. La commune est située dans les Bons Bois, dans la zone d'appellation d'origine contrôlée du cognac.

## Lieux et monuments
L'église paroissiale Sainte-Madeleine est située en bordure de la D 133, au lieu-dit les Arnauds et elle est entourée par le cimetière communal. Romane, elle a été construite au XIIe siècle par l'abbaye de Baignes dont elle dépendait. Elle a été remaniée après les dommages des guerres de religion. Sa façade romane est ornée de modillons. Le triplet de son chevet plat évoque une chapelle templière, mais il n'en est rien. Elle est classée monument historique depuis 1994,.

L'église Sainte-Marie-Madeleine
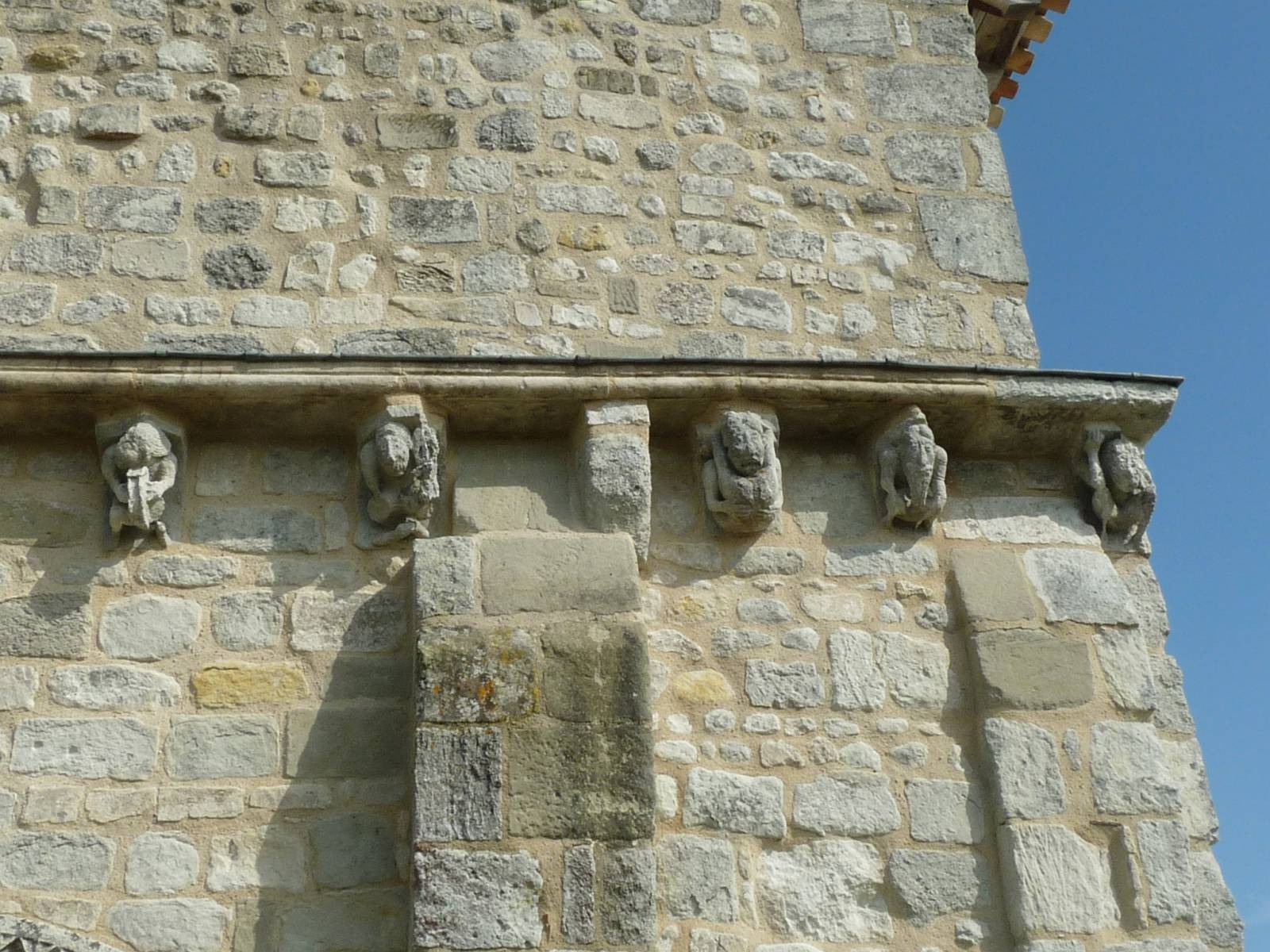
Modillons sur la façade.
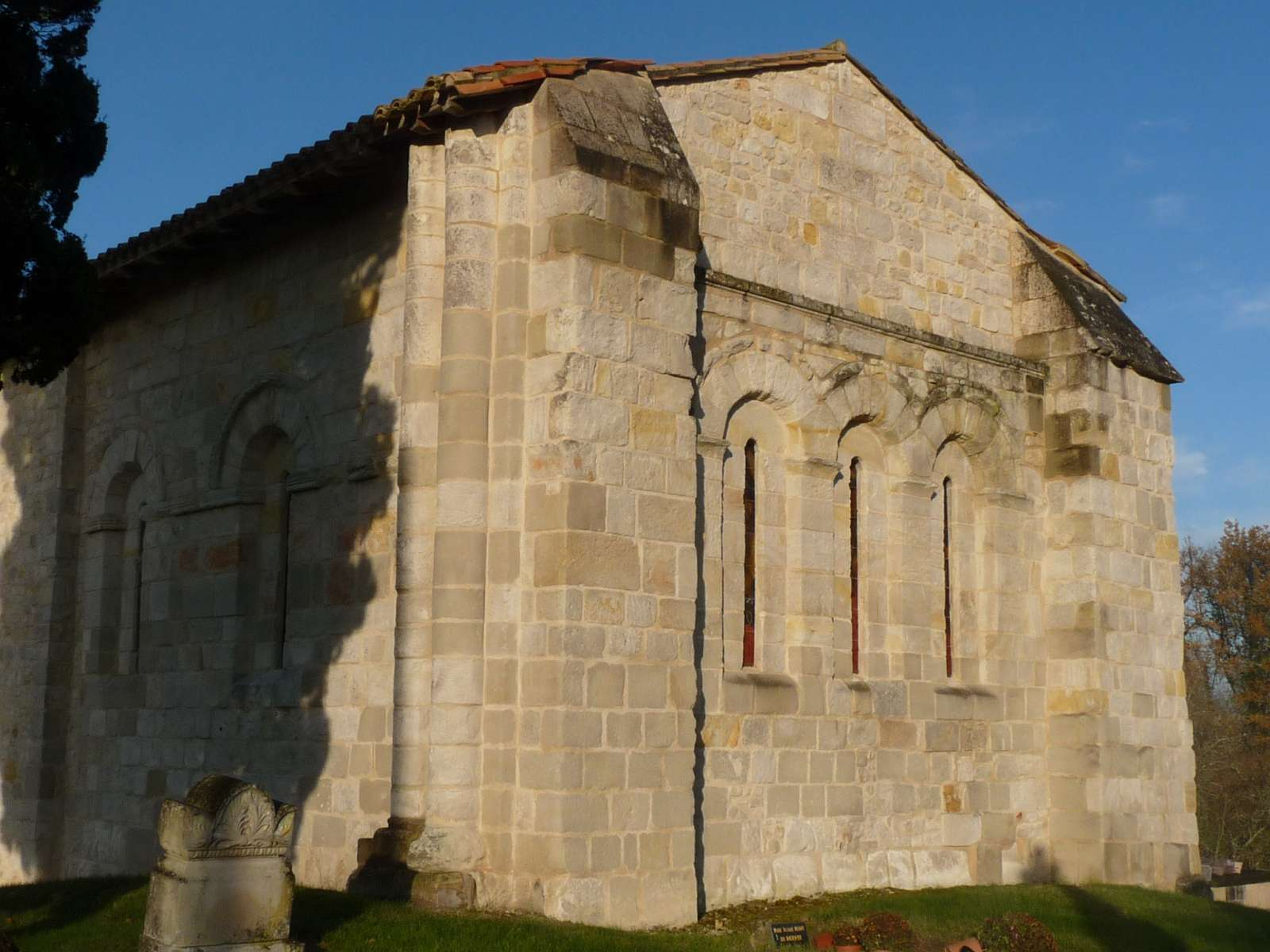
L'arrière.
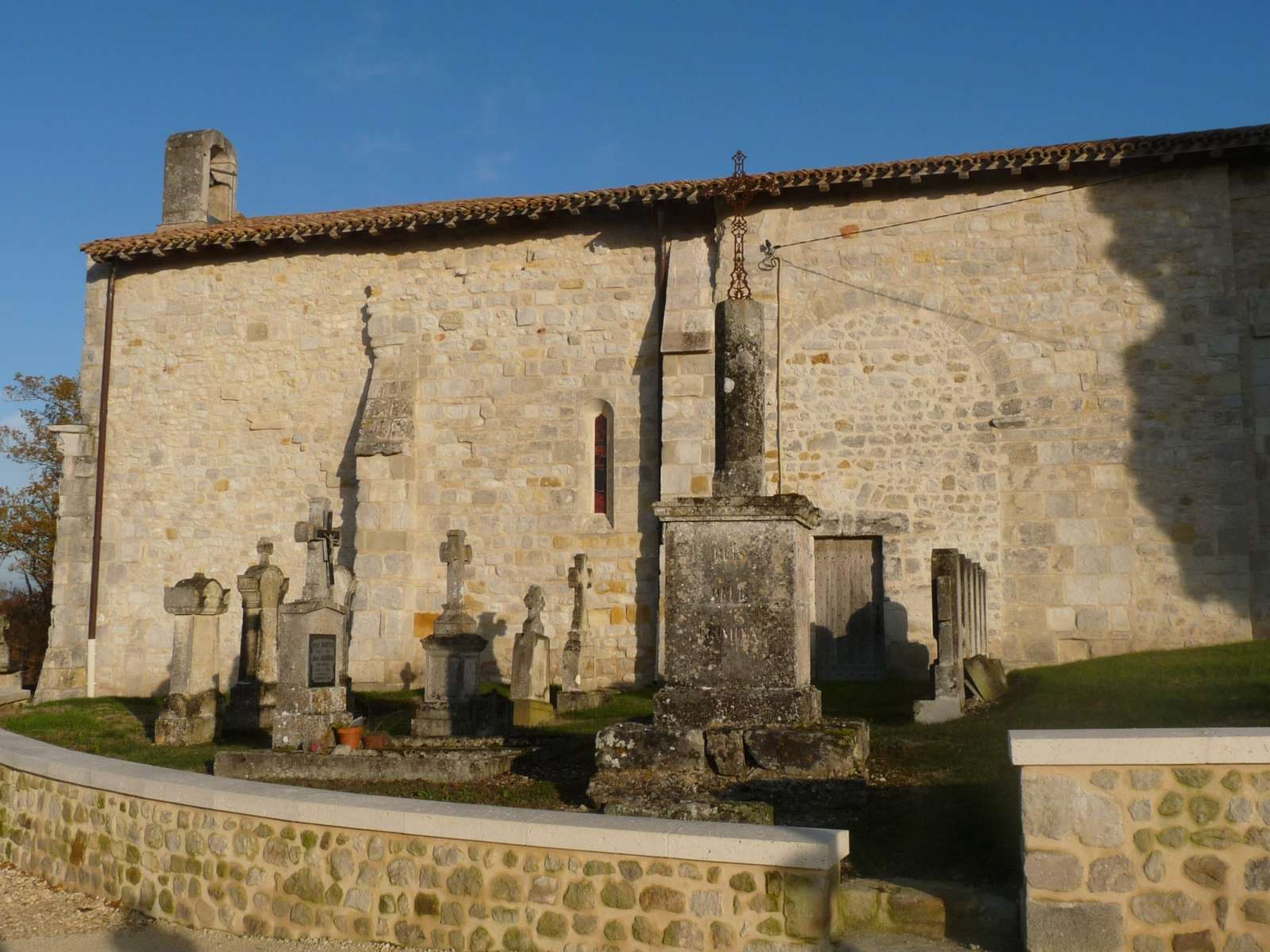
Vue latérale et cimetière.
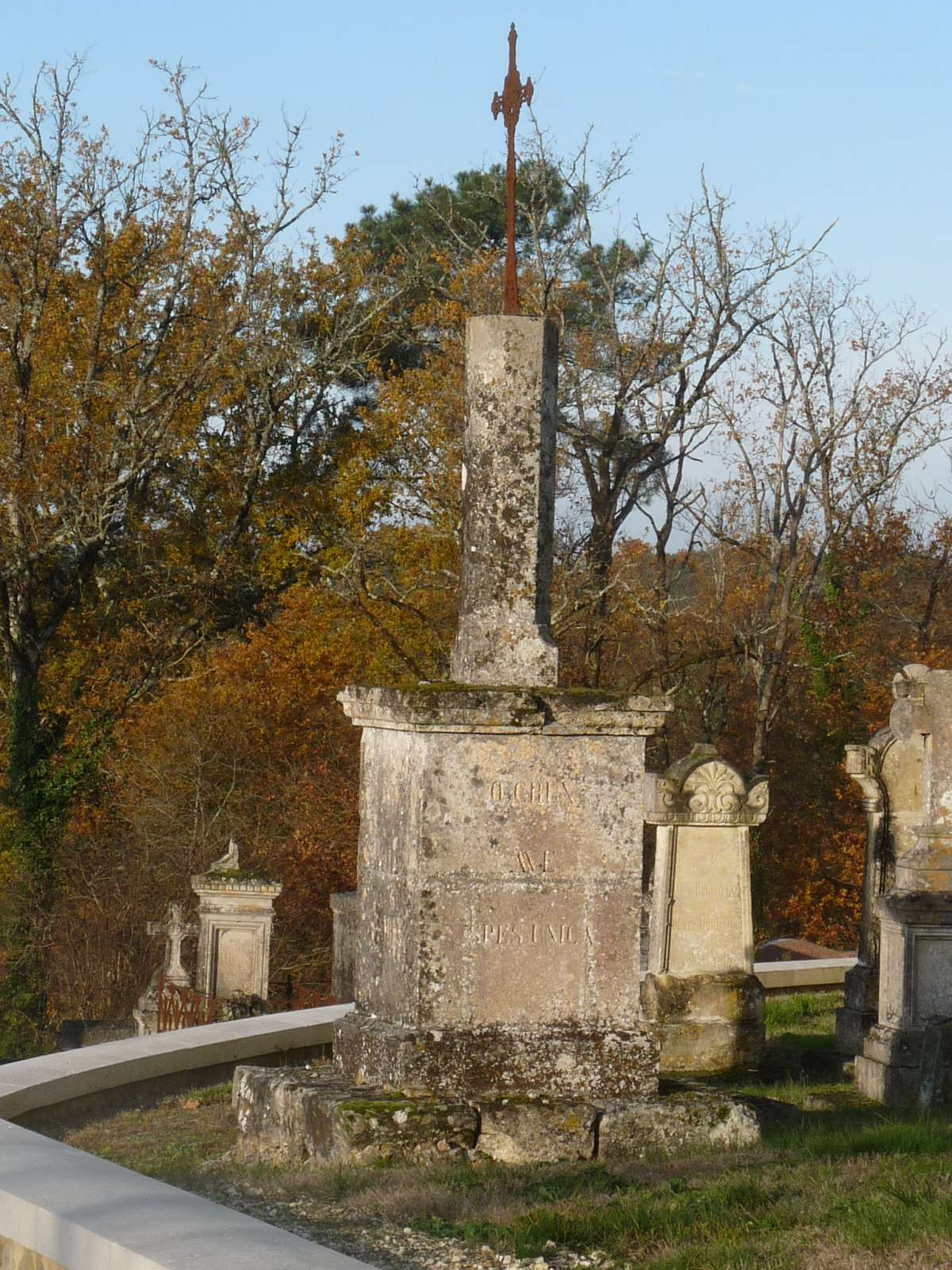
La croix.